# Methangärung
Als Methangärung bezeichnet man den unter anoxischen Bedingungen – also in Abwesenheit von Sauerstoff – ablaufenden mikrobiellen Abbau biotischer, organischer Stoffe, bei dem unter anderem Methan (CH4) als Endprodukt entsteht. Er verläuft in mehreren Phasen chemischer Umwandlungen, an dem viele verschiedene Mikroorganismen unterschiedlicher Stoffwechseltypen beteiligt sind und bei dem die Methanbildung durch Archaeen der letzte Schritt ist.

## Vorkommen
Methangärung kommt in sauerstofffreien (anoxischen) Bereichen vor, in denen abgestorbene Biomasse anfällt. Beispiele dafür sind Sümpfe, mit Wasser überstaute Reisfelder, schlecht durchlüftete Böden, je nach Biomasseanfall mehr oder weniger tiefe Schichten von Gewässersedimenten. Weitere Beispiele sind Verdauungstrakte von Tieren, vor allem Wiederkäuer und Termiten.

## Ablauf

Übersicht über die anaerobe Verwertung von polymeren Substraten und Lipiden

Erste und zweite Abbauphase: Zunächst werden die verschiedenen Bestandteile der biotischen, organischen Stoffe durch gärende Mikroorganismen bis zu den typischen Endprodukten verschiedener Gärungen abgebaut. Dazu müssen wasserunlösliche polymere Naturstoffe, wie Zellulose, Eiweiße und Nukleinsäuren, durch Exoenzyme (von den Mikroorganismen in das Medium ausgeschiedenen Enzymen) in wasserlösliche Monomere gespalten werden (erste Abbauphase, Hydrolysephase). Diese werden in verschiedenen Gärungen von unterschiedlichen Mikroorganismen (Bakterien und Hefen) weiter abgebaut (zweite Abbauphase, Gärungsphase). Endprodukte dieser ersten und zweiten Abbauphase sind Alkohole (vor allem Ethanol, 2-Propanol, Butanol, 2,3-Butandiol), organische Säuren (vor allem Ameisensäure, Essigsäure, Propionsäure, Buttersäure, Milchsäure), Kohlenstoffdioxid (CO2) und Wasserstoff (H2).
Dritte Abbauphase (acetogene Phase): Die Gärungsendprodukte der zweiten Phase Propionsäure, Buttersäure, Milchsäure und die Alkohole werden von acetogenen Bakterien unter Abspaltung von Wasserstoff (H2) zu Essigsäure umgesetzt.
Vierte Abbauphase (methanogene Phase): In der letzten Phase werden die verbliebenen Abbauprodukte Ameisensäure, Essigsäure, Kohlenstoffdioxid (teilweise) und Wasserstoff von methanogenen Archaeen zu Methan und Wasser umgesetzt (Methanbildung). Kohlenstoffdioxid bleibt teilweise als Endprodukt erhalten.

## Bedeutung
| Quelle                                | Tg a−1 (Mt je Jahr) | vollst. oder vorwiegend aus Methangärung |
| ------------------------------------- | ------------------- | ---------------------------------------- |
| Sümpfe                                | 100–231             | Methangärung                             |
| Wiederkäuer                           | 76–189              | Methangärung                             |
| Reiskulturen                          | 31–112              | Methangärung                             |
| Erdgas- und Erdölförderung, Industrie | 36–68               |                                          |
| Biomasseverbrennung                   | 14–88               |                                          |
| Abfall, Müll                          | 35–69               | Methangärung                             |
| Kohleförderung                        | 30–48               |                                          |
| Termiten                              | 20–29               | Methangärung                             |
| Wildtiere                             | 15                  | Methangärung                             |
| Ozeane                                | 4–15                | Methangärung                             |
| geologische Quellen                   | 4–14                |                                          |
| Methanhydrate                         | 4–5                 | Methangärung                             |
| natürliche Brände                     | 2–5                 |                                          |
| C3-Pflanzenkulturen                   | 27                  |                                          |
| C4-Pflanzenkulturen                   | 9                   |                                          |

Der weitaus größte Teil des auf der Erde laufend gebildeten Methans wird mikrobiell gebildet und zwar durch Methangärung (siehe Tabelle).
Methan ist ein klimawirksames Gas. Obwohl ein großer Teil des gebildeten Methans in oxische (sauerstoffhaltige) Gewässer- und Bodenbereiche gelangt und dort durch methanoxidierende Bakterien mit Sauerstoff zu Kohlenstoffdioxid und Wasser oxidiert wird, gelangt ein beträchtlicher Teil des Methans in die höhere Atmosphäre und ist dort klimawirksam.
Im Pansen von Wiederkäuern entstehen durch Methangärung große Mengen an Methan, die vom Wiederkäuerkörper gasförmig abgegeben werden. Die Massenhaltung von Rindern zur Produktion von Milch und Rindfleisch verursacht auf diese Weise die Bildung bedeutender Mengen an Methan.
In technischen Anlagen wird mittels Methangärung das methanhaltige, gasförmige Endprodukt Biogas (etwa 60 % Methan, 35–40 % Kohlenstoffdioxid) als Energieträger erzeugt (Biogasanlage, Faulturm). Bei hoch belasteten Abwässern wird Anaerobe Abwasserreinigung eingesetzt, um neben dem Abbau der Verunreinigungen den Energieträger zu gewinnen und somit einen Teil des Energiebedarfs der Anlage zu decken.